# Gruppo Sportivo Carbosarda 1953-1954
Questa voce raccoglie le informazioni riguardanti il Gruppo Sportivo Carbosarda  nelle competizioni ufficiali della stagione 1953-1954.

## Rosa
| N. |                   | Ruolo | Calciatore        |
| -- | ----------------- | ----- | ----------------- |
|    | Italia (bandiera) | A     | Armando Bicicli   |
|    | Italia (bandiera) | A     | Ivo Braccini      |
|    | Italia (bandiera) | D     | Amedeo Buttarelli |
|    | Italia (bandiera) | A     | Egidio Cattaneo   |
|    | Italia (bandiera) | P     | Icilio Cavallini  |
|    | Italia (bandiera) | A     | Gino Cereseto     |
|    | Italia (bandiera) | C     | Renato Dioni      |
|    | Italia (bandiera) | A     | Stefano Ferrari   |

| N. |                   | Ruolo | Calciatore        |
| -- | ----------------- | ----- | ----------------- |
|    | Italia (bandiera) | A     | Alvaro Lasi       |
|    | Italia (bandiera) | D     | Alfio Michelucci  |
|    | Italia (bandiera) | C     | Bruno Molinari    |
|    | Italia (bandiera) | A     | Duilio Rizzato    |
|    | Italia (bandiera) | C     | Giuseppe Trenzani |
|    | Italia (bandiera) | A     | Giordano Turotti  |
|    | Italia (bandiera) | A     | Alfredo Vincenzi  |
|    | Italia (bandiera) | D     | Carlo Zoboli      |